# 77e Ondersteuningsbrigade

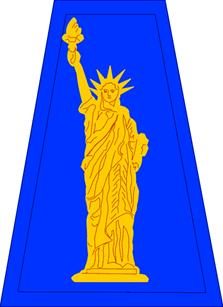
Insigne van de Amerikaanse 77e Ondersteuningsbrigade

De Amerikaanse 77e Ondersteuningsbrigade (Engels: 77th Sustainment Brigade), eerder de Amerikaanse 77e Infanteriedivisie, is een divisie van het Amerikaanse leger dat diende in de Eerste Wereldoorlog en de Tweede Wereldoorlog. Hun hoofdkwartier is gevestigd in Fort Totten, Bayside Queens in New York. 

## Eerste Wereldoorlog
- Geactiveerd: 18 augustus 1917
- Operaties: Maas-Argonneoffensief, Oise-Aisne.
- Commandanten: Majoor Generaal J. Franklin Bell (18 augustus 1917), Brigade Generaal E.M. Johnson (4 december 1917), Majoor Generaal G.B. Duncan (8 mei 1918, Brigade Generaal E.M. Johnson (20 juli 1918, Majoor Generaal Robert Alexander (27 augustus 1918.
- Teruggekeerd naar Verenigde Staten: april 1919.
- Opgeheven: april 1919.
- Gesneuvelden: 10.194

De divisie was opgeleid uit burgers van New York, die werden opgeleid in Camp Upton in Yaphank. Hun bijnaam was "The Statue Of Liberty Division".
De 77th was de eerste Amerikaanse divisie die landde in Frankrijk. De landing vond plaats in april 1918. Ze vochten in de Slag bij Château-Thierry op 18 juli 1918.

## Tweede Wereldoorlog
Op 31 maart 1944 landt de divisie op Hawaï. Op 1 juli 1944 verlaten de eerste troepen Hawaï al voor de amfibische aanval op Guam die plaatsvindt op 21 juli 1944. Na de inbeslagname van het strand trekt de divisie noordwaartse richting Mount Tenjo. Na Guam te hebben veroverd trekt de 77th naar Nieuw-Caledonië, maar plannen worden veranderd dus trekt de divisie richting Leyte. Ze landt op de Oostkust van Leyte op 23 november 1944. Ze was verbonden aan het XXIV Corps van het 6e Leger. Op 6 december 1944 landt de divisie op Merbeau.
De volgende veldslag wordt geleverd op Okinawa. Eind maart maakt de divisie meer dan 15 landingen voor het veiligstellen van Kerama Retto en Keise Shima voor de aanval op Okinawa. Op 19 april 1945 landt de divisie op Ie Shima; neemt daarbij het vliegveld in beslag en laat het eiland daarna achter voor de 96th Division.